# Koudougou
Koudougou Burkina Faso harmadik legnagyobb városa, Centre-Ouest régió és Boulkiemdé tartomány székhelye.

## Külső hivatkozások
- Térképek, domborzat